# Escalda
L'Escalda (en neerlandès: Schelde, en francès: Escaut, en anglès Scheldt, en llatí Scaldis) és un riu que neix a França prop de Gouy (Aisne). Rega el Nord, les províncies belgues d'Hainaut, Flandes Occidental i Oriental) i Anvers. Als Països Baixos les províncies Brabant del Nord i Zelanda. Al delta en la seva embocadura es escindia en dos braços: la Westerschelde i l'Oosterschelde. L'Oosterschelde es va separar del riu l'any 1871 amb la construcció d'un dic pel ferrocarril de Roosendaal a Vlissingen a l'illa de Walcheren.
L'efecte de la marea fa sentir-se terra endins fins a Gant. El riu fa part de la xarxa de les vies navegables de Bèlgica.

## Història

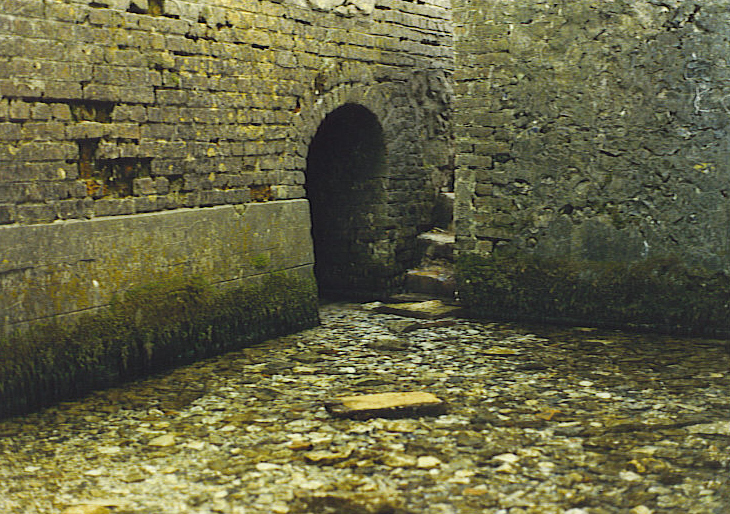
Font a Gouy

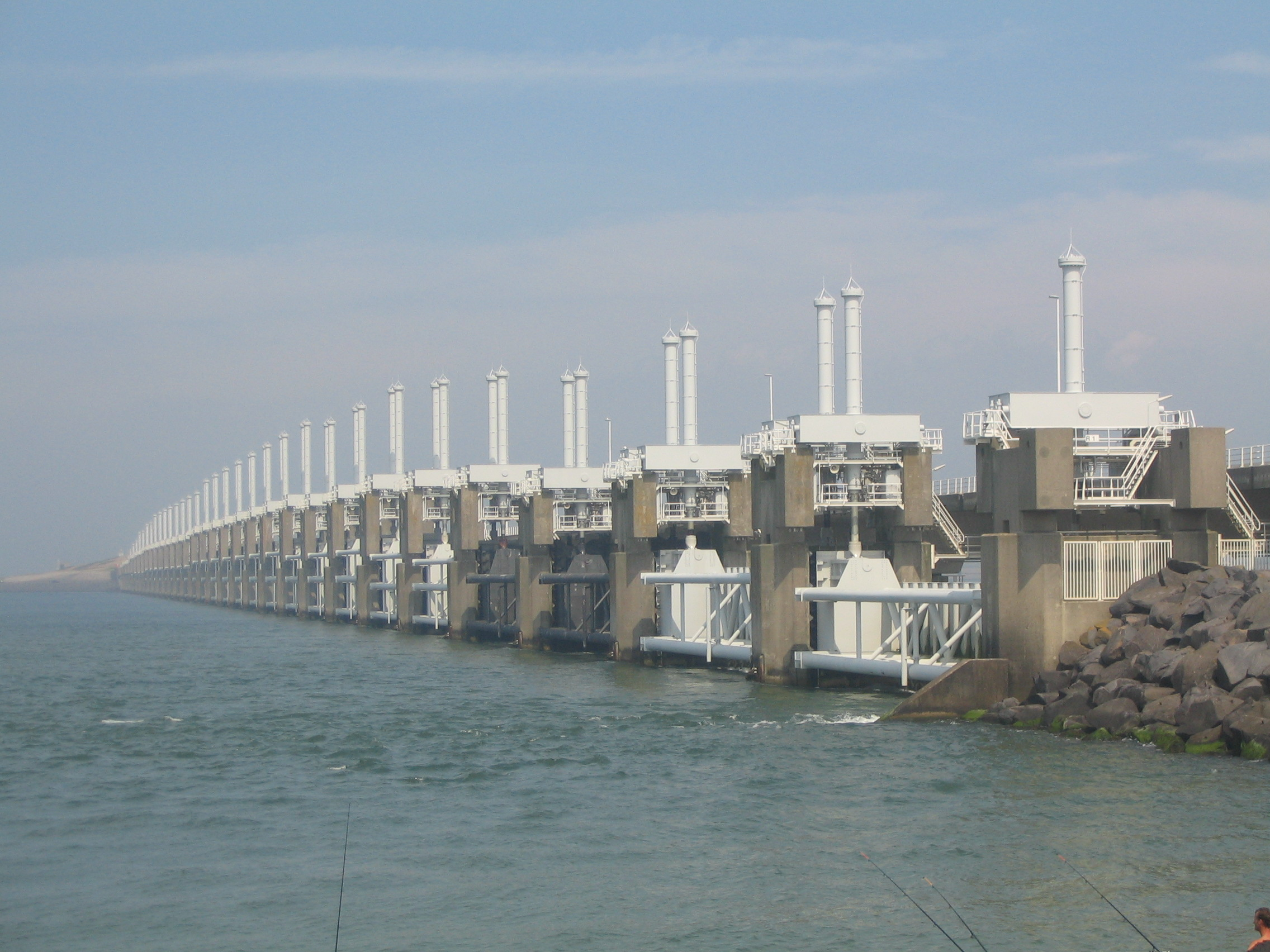
Resclosa antimarejada a l'Escalda oriental als Països Baixos

El riu sempre hi ha hagut molta importància militar i econòmica des l'ocupació romana de Gàl·lia. És esmentat per primer cop per Juli Cèsar, quan perseguia a Ambiòrix, el qual diu erròniament que desaiguava al Mosa. Plini el Vell diu que era el límit entre gals i germànics i no esmenta res de la seva unió al Mosa.

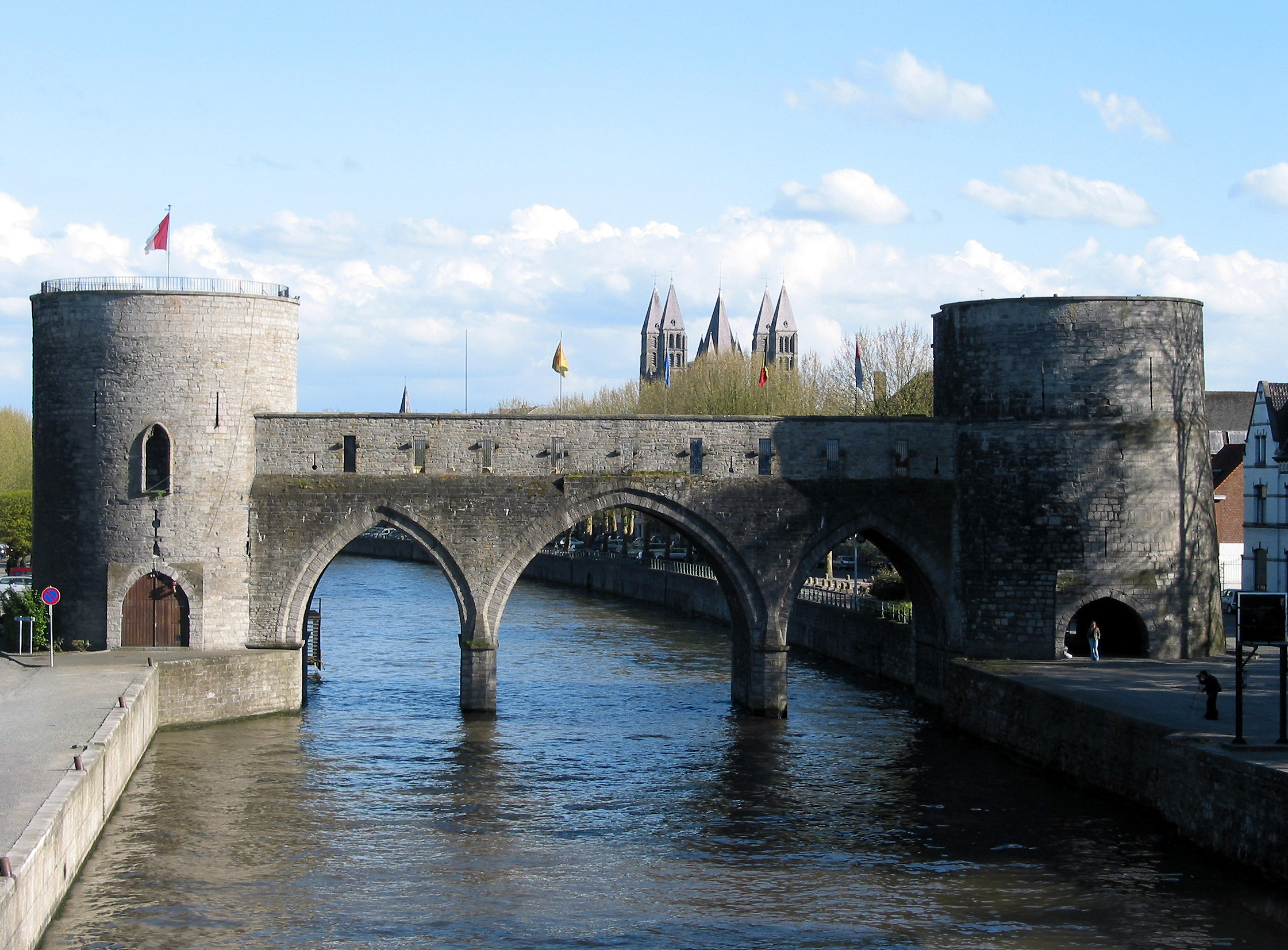
L'Escalda a Tournai

Les ciutats de Tournai, Gant i particularment Anvers s'han desenvolupat gràcies al riu i els seus ports fluvials. El desenvolupament del port de Vlissingen és més recent.

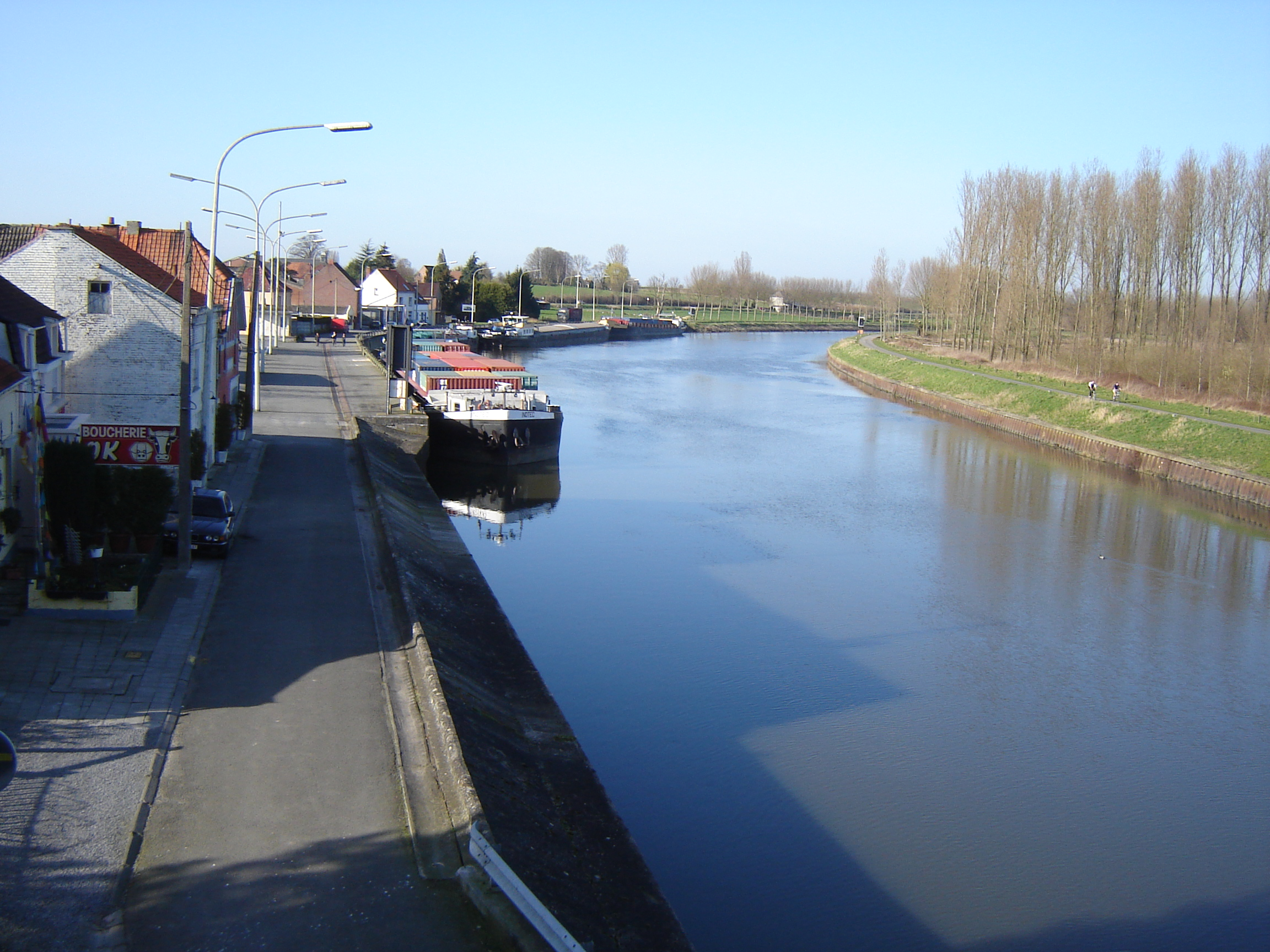
Escalda a Bléharies, prop de la frontera franco-belga

Quan els Estats Generals dels Països Baixos van ocupar Flandes Zelandès per fer-ne una Terra de la Generalitat van controlar l'estuari del riu i bloquejar el port d'Anvers des de la fi del segle xvi cap al segle xviii. Va ser l'inici d'un període de decadència econòmica que va durar fins als anys 1850. Sota Napoleó l'Escalda serà reoberta. A la revolució belga del 1830, els neerlandesos van tornar a tancar el riu com a mitjà de pressió. L'obertura de l'Escalda va ser un dels punts de discussió majors després de la independència de Bèlgica. L'any 1839, el tractat de Londres o Tractat dels 24 articles va garantir-ne l'obertura per sempre. Encara avui, l'apregonament del riu és un subjecte de llargues negociacions entre els dos estats.

## Afluents
Els principals afluents amb la localitat de la desembocadura són:
- Schijn (Antwerpen)
- Rupel (Rupelmonde)
  - Dijle
    - Voer
    - IJse
    - Zenne
      - Sennette
        - Samme (Ronquières)

      - Zuunbeek

    - Thyle
    - Dèmer
      - Herk
      - Gete

  - Nete (Rumst)
    - Kleine Nete (Lier)
    - Grote Nete (Lier)
- Durme (Temse)
- Dender (Dendermonde)
- Leie (Gant)
  - Deule, Mandel, Heulebeek, Groeningebeek
- Zwalm (Zwalm (municipi))
- Scarpe (Mortagne-du-Nord)
  - Escaillon
- Haine (Condé-sur-l'Escaut)
  - Samme (Péronnes-lez-Binche)
- Rhonelle (Valenciennes)
- lÉcaillon (Thiant)
- Selle (Denain)
- Torrent d'Esnes
- Sensée (Bouchain)
- Erclin (Iwuy)
- Eauette (Marcoing)

## Viles i municipis regats per l'Escalda

### França
Gouy-Le-Câtelet, Vendhuile, Ossu, Honnecourt-sur-Escaut, Banteux,
Bantouzelle, Les Rues-des-Vignes, Crèvecœur-sur-l'Escaut, Masnières, Marcoing, Noyelles-sur-Escaut, Cantaing-sur-Escaut, Proville, Fontaine-Notre-Dame, Cambrai, Neuville-Saint-Rémy, Ramillies, Escaudoeuvres, Eswars, Thun-l'Évêque, Thun-Saint-Martin, Iwuy, Estrun, Hordain, Bouchain, Neuville-sur-Escaut, Lourches, Douchy-les-Mines, Denain, Wavrechain-sous-Denain, Haulchin, Rouvignies, Prouvy, Thiant, Maing, Trith-Saint-Léger, Valenciennes, Anzin, Saint-Saulve, Bruay-sur-l'Escaut, Onnaing, Escautpont, Fresnes-sur-Escaut, Condé-sur-l'Escaut, Vieux-Condé, Odomez, Hergnies, Bruille-Saint-Amand, Château-l'Abbaye, Flines-lez-Mortagne, Mortagne-du-Nord i Maulde.

### Bèlgica

#### Hainaut
Bléharies, Hollain, Bruyelle, Antoing, Tournai (Calonne, Chercq), Pont à Chin, Pecq (Esquelmes, La Garenne, Pecq, Warcoing), Celles (Marais-de-Pottes), Mont-de-l'Enclus

#### Flandes Occidental
Spiere-Helkijn, Bossuit, Outrijve, Avelgem

#### Flandes Oriental
Kluisbergen, Wortegem-Petegem, Oudenaarde, Zwalm, Zingem, Gavere, Merelbeke, De Pinte, Gant, Destelbergen, Melle, Wetteren, Wichelen, Berlare, Dendermonde, Zele, Hamme, Buggenhout, Beveren, Kruibeke i Temse, 

#### Província d'Antwerpen
Sint-Amands, Bornem, Schelle, Hemiksem, Rupelmonde, Antwerpen i Zwijndrecht

### Països Baixos

#### Westerschelde(Escalda occidental)
Borsele, Hulst, Kapelle, Reimerswaal, Sluis, Terneuzen, Veere i Vlissingen

#### Oosterschelde(Escalda oriental)
Goes, Middelburg, Noord-Beveland, Schouwen-Duiveland i Tholen.